# Bagratikathedraal
De Bagratikathedraal (Georgisch: ბაგრატი; ბაგრატის ტაძარი; Bagrati; Bagratis tadzari) is een 11e eeuwde kathedraal in de Georgische stad Koetaisi. 
De Bagratikathedraal werd gebouwd in de eerste jaren van de 11e eeuw op de Oekimerioni-heuvel, in opdracht van koning Bagrat III en werd naar hem vernoemd. Eind 17e eeuw werd de kathedraal verwoest door Ottomaanse troepen, die het koninkrijk Imeretië binnen waren gevallen.
In 1952 werd begonnen met het restaureren en conserveren van de ruïnes. In 1994 werd de kathedraal samen met het 10 kilometer naar het oosten gelegen Gelatiklooster door UNESCO vermeld op de werelderfgoedlijst.
Nadat de Georgisch-Orthodoxe Kerk in 2001 eigenaar werd is de kathedraal grootscheeps vernieuwd. Erfgoeddeskundigen zijn kritisch over de wijze waarop dit is aangepakt. Daarom werd de kerk in 2010 door UNESCO op haar lijst van bedreigde monumenten geplaatst. In 2012 vond de oplevering van de herbouwde kathedraal plaats. In 2017 werd de kathedraal tijdens de 41e sessie van de Commissie voor het Werelderfgoed geschrapt van de Werelderfgoedlijst omdat de grote reconstructie volgens de Unesco schadelijk was voor haar integriteit en authenticiteit. Het Gelatiklooster bleef wel op de lijst staan.
Veel pelgrims en toeristen bezoeken het gebouw en er worden af en toe erediensten gehouden.

## Afbeeldingen

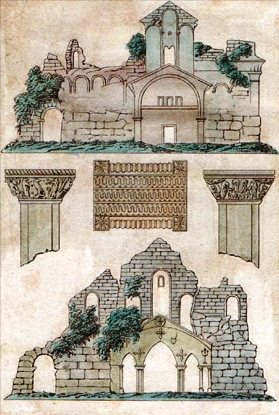
ca. 1838
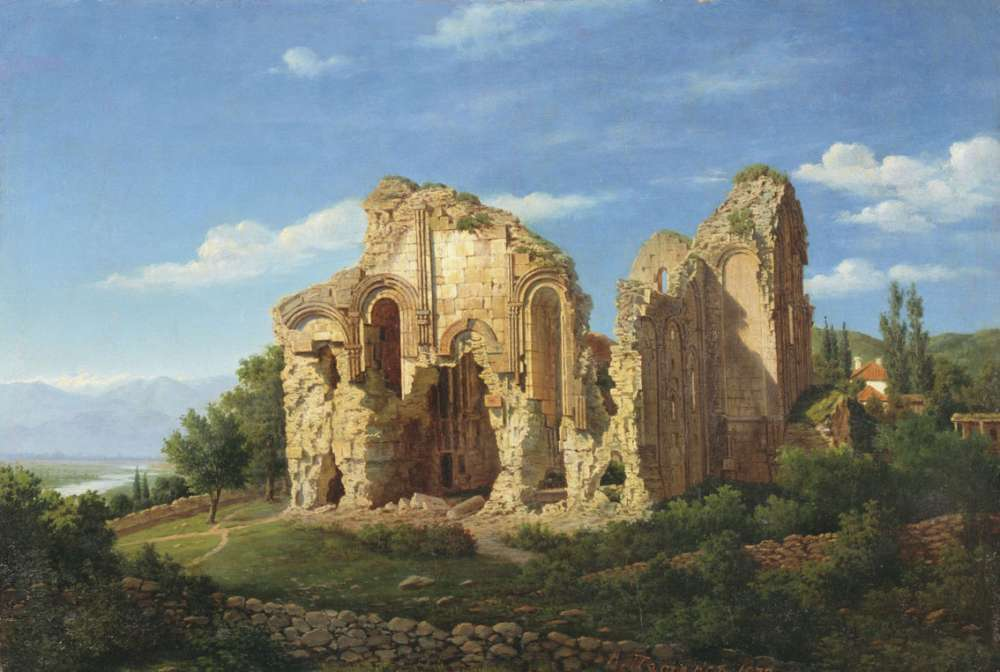
1877
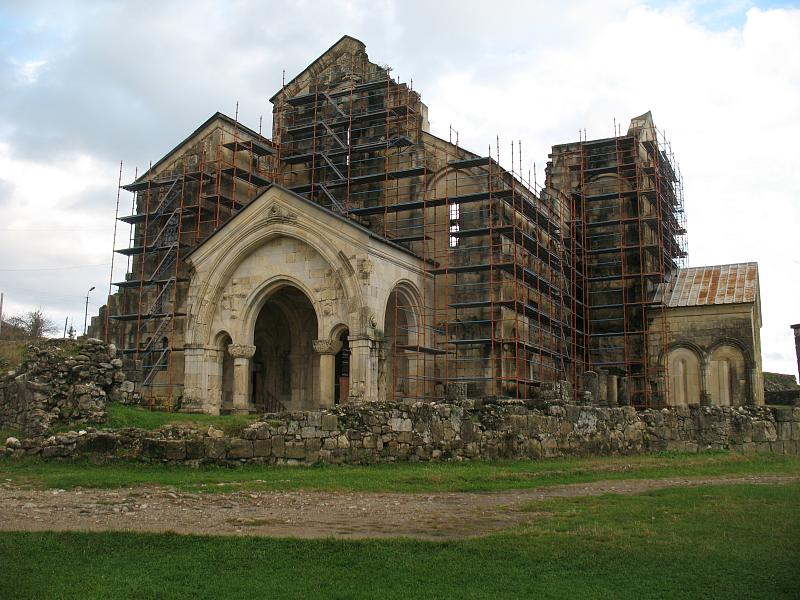
2008
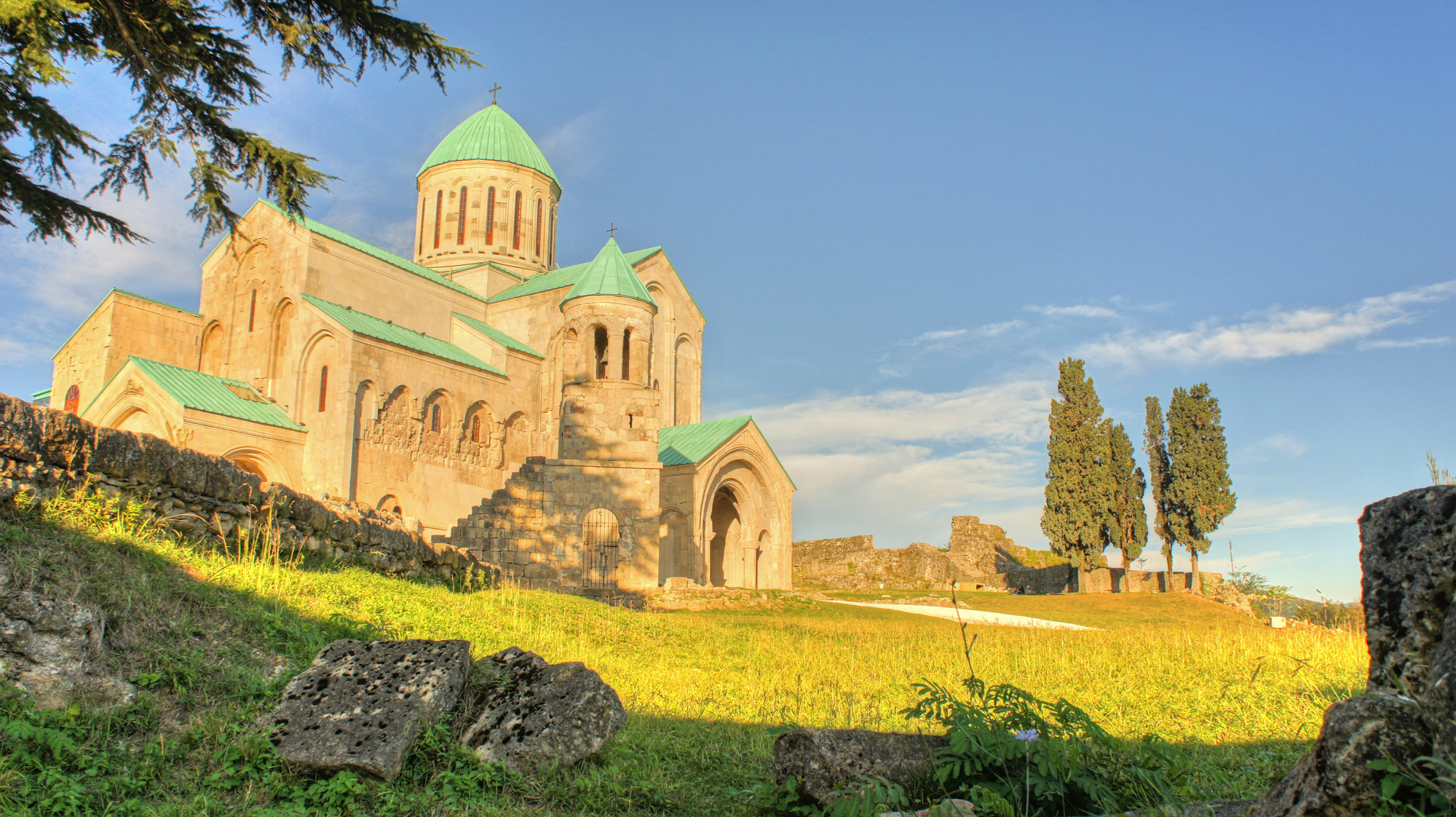
2012